# Erandio
Erandio est une commune de Biscaye dans la communauté autonome du Pays basque en Espagne.
Elle compte plus de 20 000 habitants et se situe au nord-Est de l'agglomération de Bilbao dont elle fut désannexée en 1982.
Erandio signifie grande vallée en basque, et le nom a son origine probable où l'elizate se trouve dans une plaine fertile et étendue.

## Situation
Erandio est limitée par Urduliz, Laukiz et Berango au nord, par Bilbao au sud, par Loiu et Sondika à l'est et par Leioa, Getxo et la ria de Bilbao à l'ouest.

## Quartiers
La municipalité est constituée par les quartiers suivants :
- Altzaga (9 969 habitants)
- Arriaga
- Astrabudua (10 237 habitants)
- Asua (392 habitants)
- Erandiogoikoa (1 008 habitants)
- Goierri (476 habitants)
- Lutxana-Enekuri (378 habitants)

## Histoire
Le noyau originel d'Erandio est ce que nous connaissons aujourd'hui comme Erandio Goikoa (littéralement Erandio d'en haut en basque) ou aussi comme la Campa, qui était caractère rural marqué et vivait de dos à la rivière. Jusqu'à ce que l'industrialisation soit arrivée à Erandio pendant le XIXe siècle, celui-ci a été le principal noyau de population de la municipalité.
Pendant le XVIe siècle, on a tenu à l'écart l'elizate de Leioa. À cette même époque Barakaldo et Alonsotegi étaient une partie d'Erandio.
Au XIXe siècle, ont commencé à s'installer des industries sur les bords de la rivière de Bilbao. Ainsi apparait avec cette dernière le noyau d'Altzaga, qui finira comme centre et la « capitale » de la municipalité. Le noyau le plus ancien sera alors connu comme Erandio Goikoa. Postérieurement, et aussi avec la rivière, apparaîtront le quartier ouvrier d'Astrabudua, le plus peuplé actuellement.
Erandio a été annexé à Bilbao au XXe siècle en trois phases :
- En 1924, s'est incorporé à Bilbao le quartier portuaire de Lutxana-Enekuri.
- En 1940 commence à faire partie de Bilbao le reste des territoires, sauf Asua-Lauroeta.
- En 1966 on a complété l'annexion par l'incorporation de la vallée d'Asua-Lauroeta.

En 1982 la séparation de Bilbao se produit. Celle-ci a été effective le 6 janvier 1983.

## Patrimoine

### Patrimoine civil

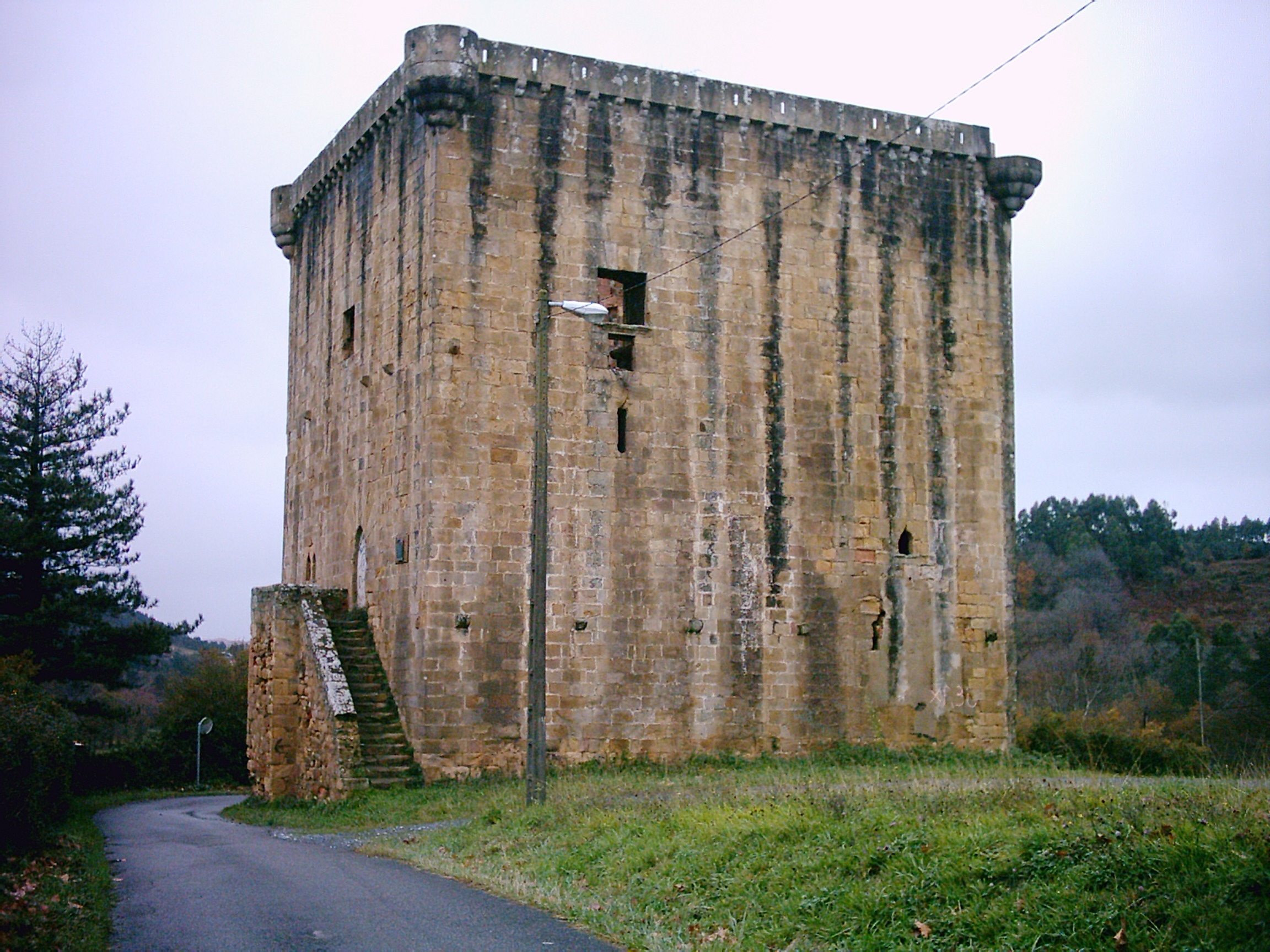
Tour de Martiartu

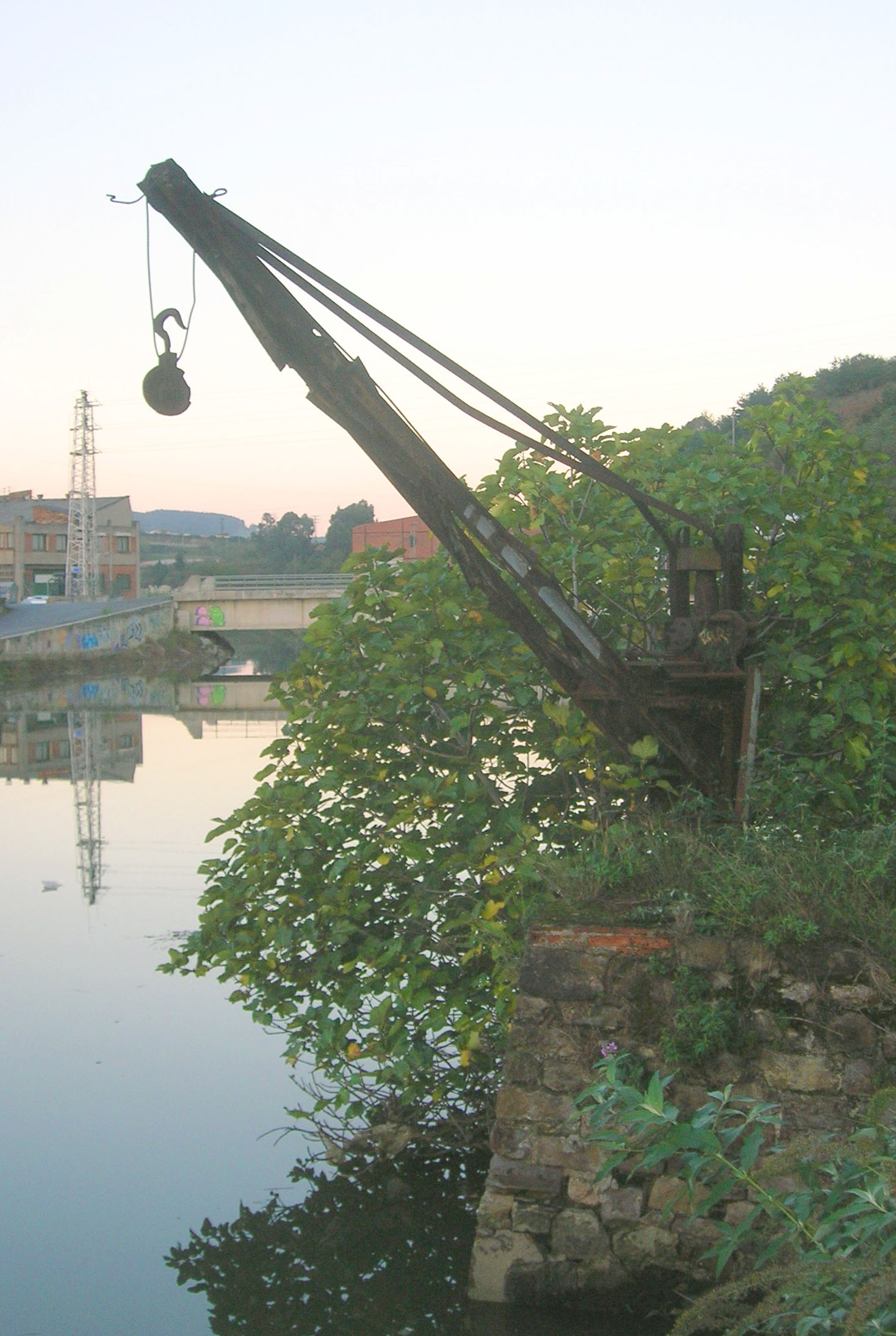
Grue de déchargement sur la rivière

- Maison-tour de Martiartu: dans le quartier de Martiartu (Goyerri). Début du XVIe siècle. Pour la plupart il est de style Renaissance, bien que soient conservés sièges (sillares en espagnol) [2] de style gothique. Il a 18 mètres de hauteur et on entre par une porte ogivale. On peut accéder au second étage par un escalier extérieur.

### Patrimoine religieux
- Église de Sainte Marie: dans la Campa (Erandio-Goikoa). Elle est de style gothique, sa construction remonte au XIIe siècle, mais a été reconstruite aux XVe et XVIe siècles. Elle comprend trois nefs encadrés par des arcs ogivaux. Elle possède des retables de style rococo et néoclassique. La tour clocher est du XVe siècle, a un aspect de forteresse et son campanile est peut-être la plus ancienne de Biscaye, il date approximativement de 1520.

## Personnalités liées à la commune
- Tomás Meabe (1879-1915), homme politique basque qui fonde dans la commune, en 1903, le mouvement des Jeunesses socialistes d'Espagne[3].
- Alejandro Angulo León plus connu sous Álex Angulo (Erandio, 12 avril 1953) : Acteur.
- Telmo Zarraonaindía (Erandio, 20 janvier 1921-Bilbao, 23 février 2006) : Joueur de football. Meilleur buteur de l'histoire en Première division espagnole.
- Salvador Arqueta (1914) : Joueur de football de l'Athletic Club de Bilbao.
- Ramón Rubial Cavia (Erandio 28 octobre 1906-Bilbao 24 mai 1999) : Dirigeant du PSOE. Premier Lehendakari basque dans la période transitoire pré-autonomie au Conseil Général Basque (1978-79).

### Sources
- (es) Cet article est partiellement ou en totalité issu de l’article de Wikipédia en espagnol intitulé « Erandio » (voir la liste des auteurs).